# Parupeneus barberinus
Parupeneus barberinus es una especie de peces de la familia Mullidae en el orden de los Perciformes.

## Morfología
• Los machos pueden llegar alcanzar los 60 cm de longitud total.

## Distribución geográfica
Se encuentra desde el Golfo de Adén y Omán hasta Sudáfrica, las Islas Marquesas, las Tuamotu, sur del Japón , Australia y Nueva Caledonia.

## Hábitat
Es un pez de mar.